# Gante-Wevelgem 1995
La Gante-Wevelgem 1995 fue la 57.ª edición de la carrera ciclista Gante-Wevelgem y se disputó el 5 de abril de 1995 sobre una distancia de 207 km.  
El vencedor fue el danés Lars Michaelsen (Festina-Lotus), que se impuso al sprint ante sus dos compañeros de fuga, el italiano Maurizio Fondriest (Lampre-Panaria) y el belga Luc Roosen (Vlaanderen 2002), segundo y tercero respectivamente.

## Clasificación final
| Posición | Ciclista           | Equipo         | Tiempo   |
| -------- | ------------------ | -------------- | -------- |
| 1        | Lars Michaelsen    | Festina-Lotus  | 4h56'00" |
| 2        | Maurizio Fondriest | Lampre         | s.t.     |
| 3        | Luc Roosen         | Vlaanderen     | a 9"     |
| 4        | Mario Cipollini    | Mercatone Uno  | a 17"    |
| 5        | Giovanni Lombardi  | Polti          | s.t.     |
| 6        | Zbigniew Spruch    | Lampre         | s.t.     |
| 7        | Wilfried Nelissen  | Lotto-Isoglass | s.t.     |
| 8        | Erik Zabel         | Deutsche Tel.  | s.t.     |
| 9        | Stefano Zanatta    | Aki-Gipiemme   | s.t.     |
| 10       | Marco Serpellini   | Lampre         | s.t.     |